# 21st Street – Queensbridge
21st Street – Queensbridge – stacja metra nowojorskiego, na linii F. Znajduje się w dzielnicy Queens, w Nowym Jorku i zlokalizowana jest pomiędzy stacjami Roosevelt Avenue – Jackson Heights i Roosevelt Island. Została otwarta 29 października 1989.